# Buenos Aires (Panama, Panama Ouest)
Pour les articles homonymes, voir Buenos Aires (homonymie).
Buenos Aires est une localité panaméenne et l'un des onze corregimientos situé dans le district de Chame, dans la province de Panama Ouest. Sa population est de 2 030 habitants selon le recensement de 2010. Son représentant actuel est Luis C. Morales. Elle est composée des régiments suivants : Llano Grande, Buenos Aires, Bajo del Río, La Huaca, Buena Vista, San Jóse, La Lagunita. Elle possède d'excellentes rivières qui sont appréciées en été, comme celle de Bajo del Río, et une rivière très populaire à La Huaca, qui dispose d'une station balnéaire. 